# BC Tigers Halle
BC Tigers Halle is een Belgische basketbalclub uit Halle, Vlaams-Brabant die in de Vlaamse Basketballiga actief is. Tigers Halle heeft een geschiedenis die teruggaat tot 1935. Naast de Tigers Halle was er nog een ploeg in Halle namelijk B.B.C. Halle dat ontstaan is met ex-spelers van de Tigers. De Tigers Halle gebruikt het stamnummer 471 en hun thuismatchen gaan meestal door op zaterdag in de Sporthal De Bres te Halle. De club werd opgericht op 16 februari 1952 door Tadeuz Tomaszewski, Rudolph en Roger Walther. De club speelde afwisselend in de verschillende divisies van het basket. Hun grootste successen behaalden ze tussen 1977 en 1988 toen de club uitkwam in de nationale reeksen. Zowel de Seniorenploegen als jeugdploegen haalden verschillende titels binnen.

## Geschiedenis

### Ontstaan 1935-1951

#### Rowing and Swimming Club 1935-1940
In het kader van de vorming en training van de roeiers werd door de toenmalige trainer van deze club, Vanden Eynden, Skiff kampioen van België, na het roeien basketbal aangeraden om de spieren te ontspannen. Het basketbalterrein, met officiële afmetingen, was gelegen tussen het Clubhuis (café) en de loods waarin de boten werden opgeborgen, vlak na de tweede spoorwegbrug links van het kanaal richting Lembeek. Deze installatie ging verloren in 1940 door het opblazen van de spoorwegbrug door het terugtrekkende Engelse leger. Er werd dat jaar geen kampioenschap gespeeld.

#### Hermes Hockeyclub 1947-1949
In 1947 werd een basketbalafdeling opgericht door Demiddeleer Jean en Walther Rudolphe, met zetel in "Hotel De Bruxelles". Er werd een speelplein gebouwd op het Leeuwenplein. De club begon in het kampioenschap 1948-1949 in de 3de provinciale. De eerste ploeg eindigde op de 9de plaats, terwijl de invallers op de 11de plaats eindigden.

#### Sollenbeemd Basketbalclub 1949-1951
Op 24 augustus 1949 werd een basketbalafdeling opgericht binnen de kaatsenclub Sollenbeemd. Deze club speelde twee seizoenen in de 3de provinciale. De eerste ploeg eindigde in 1950 op de 7de plaats en in 1951 op de 5de plaats, terwijl de invallers in 1950 op de 8ste plaats en in 1951 op de 7de plaats eindigden. Na een verplaatsing naar Rijsel tijdens de wedstrijden van beide ploegen ontstond er een breuk tussen de afdelingen kaatsen en basketbal.

#### The Tigers Halle
Eind 1951 werd Robert Cardijn, oud-lid (1935-1940) van de Rowing and Swimming Club, benaderd door Tadeuz Tomaszewski en Walther Roger, spelers, om een autonome basketbalclub op te richten. In januari 1952 werd het Tigers Blaadje "Tam-Tam" gedrukt. Op 16 februari 1952 werden de statuten van een nieuwe club aangevraagd met de Engelse naam "B.B.C. The Tigers Hal".

### Jaren '50
In 1953 sloot Roger Vanderhaegen zich aan bij de club. De eerste ploeg presteerde sterk en behaalde meteen een verdienstelijke derde plaats in de derde provinciale reeks.
In 1954 werden zowel de eerste ploeg als het reserveteam kampioen in de derde provinciale, een mijlpaal in de prille clubgeschiedenis. Wegens verplichtingen in avondonderwijs en bijkomende werklast nam Robert Cardijn ontslag als bestuurslid. Het kampioenenteam bestond uit Roger Walther, Mathieu Englebert, Mathieu Pierre, Lucien Vuye en Tadeuz Tomaszewski.
Na de promotie naar een hogere reeks wist de ploeg zich degelijk te handhaven met een zesde plaats op het einde van het seizoen. In mei 1954 werd Brichaut aangesteld als ondervoorzitter. De club nam voor het eerst deel aan het carnaval van Halle in 1956, op verzoek van Hallatraction. 
In 1957 kwamden twee jonge spelers, Deschuyfeleer en Demiddeleer, de ploeg versterken. Dankzij hun inzet kon het team het seizoen afsluiten op een vijfde plaats.
In 1958 kreeg de club voor het eerst toegang tot een eigen oefenzaal in Lembeek. De wekelijkse trainingen bestonden uit een loopschema gecombineerd met een basketbalsessie. Sportief gezien kende de ploeg een minder seizoen en eindigde achtste.
Het seizoen 1958-1959 verliep moeilijk. Door blessures, afwezigheden en teleurstellende resultaten zakte het aantal actieve spelers tot een alarmerende vijf spelers. Toch slaagde de ploeg erin het behoud te verzekeren met een negende plaats. Tijdens de algemene vergadering van 7 juni 1959 werd beslist dat de ploeg zou worden opgedoekt als er geen extra spelers werden gevonden voor het komende seizoen. Roger Vanderhaegen werd benoemd tot adjunct-secretaris.
Na het moeilijke voorgaande seizoen werd de ploeg aangevuld met drie nieuwe spelers in het seizoen 1959-1960: Botman (overgekomen van Tubize), De Handschutter (van Woluwe) en Harnie. Deze versterkingen wierpen hun vruchten af. De eerste ploeg eindigde op een sterke tweede plaats. Daniel Lebon was inmiddels al enkele jaren delegué van het team, terwijl Louis Vanderelst werd aangesteld als nieuwe voorzitter.

### Jaren '60
In het seizoen 1960-1961 kreeg BC Tigers Halle een nieuw ondervoorzitter in Paul Demesmaeker. De trainingen werden verzorgd door speler-coach Mathieu Englebert. De eerste ploeg eindigde dat seizoen op de zesde plaats, terwijl de reserven een vierde plek behaalden. Een jaar later, in 1961-1962, kende de club een moeilijker jaar. Door het vertrek van drie basisspelers was de eerste ploeg verzwakt en eindigde ze elfde op twaalf, wat leidde tot een degradatie naar derde provinciale. In april 1962 reisde de ploeg op uitnodiging van medeoprichter Roger Walther, die intussen naar zijn geboorteland Zwitserland was teruggekeerd, naar Lugano voor een vriendschappelijke wedstrijd. In diezelfde periode verhuisde het clublokaal naar café "Bij Maatje" in de Basiliekstraat.
Het seizoen 1962-1963 verliep sportief wisselvallig. Sinds het vertrek van Willy Deschuyfeleer beschikte de club over geen enkele speler meer van 1m90 of groter, wat het spel beïnvloedde. De eerste ploeg sloot het seizoen af op een achtste plaats, terwijl de reserven de derde plaats veroverden. 
In 1963-1964 volgden een aantal bestuurlijke wijzigingen: Albert Vankerkhoven werd voorzitter, met Rudolphe Walther en Louis Vanderelst als ondervoorzitters. Roger Vanderhaegen werd officieel secretaris, met Mathieu Englebert als adjunct-secretaris. Als originele regel gold dat tijdens wedstrijden van de eerste ploeg één Belgische frank boete werd opgelegd per gemiste vrije worp. Op 7 juli werd op verzoek van het feestcomité van de Basiliekstraat een galawedstrijd georganiseerd in het Elisabethpark.
Het seizoen 1964-1965 kende een herstructurering van het bestuur: Mathieu Englebert werd voorzitter en delegué Daniel Lebon nam de rol van ondervoorzitter op zich. Claude Demiddeleer werd benoemd tot adjunct-secretaris. De club beschikte op dat moment over ongeveer 15 actieve spelers. De eerste ploeg eindigde op een mooie vijfde plaats, terwijl de reserven zelfs de tweede plaats behaalden. Er werd een basketbaltornooi georganiseerd in het Elisabethpark met acht deelnemende ploegen. In januari vond de eerste pensenkermis plaats in café Breugel aan de Beestenmarkt 13, een initiatief van Claude Demiddeleer. Eind 1964 werd via Roger Vanderhaegen een langdurige samenwerking opgezet met de in Halle bekende firma Pacha, die een jaarlijks budget ter beschikking stelde voor uitrustingen. Dankzij deze sponsoring konden jongeren gratis trainingskledij krijgen, wat leidde tot een toename in jeugdige leden. In mei van dat jaar overleed medeoprichter Rudolphe Walther, die tot 1963 in het bestuur actief was geweest.
In 1965-1966 breidde de club zich verder uit. Nieuwe kadetten werden verwelkomd, en onder meer Decoster, Limbourg, Collin en Debeer sloten zich aan bij de senioren. Het spelersaantal verdubbelde naar dertig. Het speelplein in het Elisabethpark werd vernieuwd en kreeg een nieuwe bekleding met steun van BLOSO via een lening. De trainingen konden voortaan doorgaan in de sportzaal van het Koninklijk Atheneum te Halle. Tijdens Carnaval werd de Vaantjesboer omgedoopt tot Tigerspeler, wat de zichtbaarheid van de club verhoogde. Zowel de eerste ploeg als de reserven eindigden op de vijfde plaats in de competitie.
Het seizoen 1966-1967 werd een absoluut hoogtepunt voor de club. De eerste ploeg werd versterkt met Raymond Hoskens, afkomstig van Black Boys, en met de teruggekeerde Willy Deschuyfeleer. Dit bleek een schot in de roos: zowel de eerste ploeg als de reserven werden kampioen na een volledig ongeslagen seizoen. De eerste ploeg verloor geen enkele wedstrijd tussen 6 februari 1966 en 13 september 1967. De kampioenenploeg bestond uit Honings, Botman, Decoster, Demiddeleer, Goossens, Devillé en Mathieu Englebert. De trainingen vonden plaats in het Koninklijk Atheneum onder leiding van Armand Vandesype, de eerste coach met een officieel diploma. Ter gelegenheid van de kampioenentitel werden bestuur en spelers op 23 juni 1967 ontvangen op het stadhuis van Halle, gevolgd door een feestelijke stoet door de Basiliekstraat en Sint-Rochusstraat. De jaarlijkse pensenkermis vond opnieuw plaats in café Des Arts op de Grote Markt bij Emile Struelens. De prestaties van de Tigers werden ook door de regionale pers op de voet gevolgd. Bestuurlijk waren er enkele wissels: Leon Vanobbergen werd voorzitter, Mathieu Englebert ondervoorzitter, en Freddy Devillé nam de functie van adjunct-secretaris op zich. Roger Vanderhaegen bleef secretaris. Voor het eerst werd ook een jeugdploeg ingeschreven, met als kernspelers Willy Sablon, Renaat Vantassel, Jean-Pierre Robert, Marcel Ghijsels en Daniel Carlier.
In 1967-1968 bouwde de club voort op het voorgaande succes. De eerste ploeg eindigde op de vierde plaats, de reserven werden tweede. In de Beker van België haalde BC Tigers de vierde ronde, waar het werd uitgeschakeld door Sparta, toen kampioen in Bevordering. Renaat Vantassel en Jean-Pierre Robert werden geselecteerd voor het scholierenteam van Vlaams-Brabant. Ook Willy Danau, een latere speler van de eerste ploeg, sloot zich aan als kadet.
Tijdens het seizoen 1968-1969 bleef de club groeien, zowel in aantal spelers als in het aantal jeugd- en seniorenploegen. De verplaatsingen gebeurden nog steeds met de trein en de bus. De eerste ploeg eindigde als achtste in de competitie, maar de reserven behaalden opnieuw het kampioenschap.
Het seizoen 1969-1970 begon met een moeilijke noot: zes spelers verlieten de club voor een nieuwe ploeg in Lembeek. Mathieu Englebert stopte als speler en werd ondervoorzitter. Claude Demiddeleer nam het trainerschap op zich. Er werd een nieuw clublokaal ingericht tegenover het Elisabethpark. Een opmerkelijk moment vond plaats tijdens een tornooi in Ninove, waar de Amerikaanse spelers Dheil en Thomas – actief in eerste nationale – tijdelijk de Tigers versterkten. De club haalde toen de finale, maar verloor van Bus Lier, dat op dat moment landskampioen was.

### Jaren '70
In het seizoen 1970-1971 werden tijdens de algemene vergadering van 16 april enkele ingrijpende beslissingen genomen. Zo werd besloten om de derde en vierde seniorenploeg af te schaffen en een nieuwe subploeg, B.B.C. Halle, op te richten. Deze nieuwe ploeg zou administratieve en financiële steun krijgen van de Tigers, en zestien spelers uit de kern werden ingeschreven bij B.B.C. Halle. Marie-Josée Craps, de echtgenote van Roger Vanderhaegen, werd benoemd tot secretaris van de nieuwe ploeg. Het nieuwe clublokaal van BC Tigers Halle werd het café 'Koning van Spanje', gelegen op het Possozplein 6 in Halle. Leon Vobbergen bleef voorzitter van de Tigers, terwijl Desfossez voorzitter werd van B.B.C. Halle. Sportief kende het seizoen een domper: de Tigers eindigden negende in de competitie en moesten een testmatch spelen tegen Wilsele in het Zuidpaleis te Brussel. Deze werd verloren, wat leidde tot degradatie naar derde provinciale. B.B.C. Halle eindigde als zevende in hun reeks.
Als gevolg van de degradatie werden er in het seizoen 1971-1972 structurele veranderingen doorgevoerd. Jacky Dewinter, een voormalige speler op hoog niveau, werd aangesteld als nieuwe trainer, terwijl Roger Vanderhaegen verantwoordelijk werd voor de jeugdwerking. De kern van de eerste ploeg bestond uit Jozef Decoster, André Limbourg, Christian Collin en indien nodig Jacky Dewinter zelf. Vijf jeugdspelers werden toegevoegd: Willy Sablon (19), Willy Danau (18), François Bouquiaux (18), Henri Verbruggen (16) en André Van Praet (16). De eerste ploeg werd ongeslagen kampioen en promoveerde opnieuw, terwijl de reserven tweede werden in hun reeks.
Het seizoen 1972-1973 begon met hoge verwachtingen na het kampioenschap in derde provinciale en het winnen van vier tornooien. De eerste ploeg mikte op de titel in tweede provinciale. Een belangrijke wijziging was de verhuis van de trainingslocatie van het Koninklijk Atheneum naar het Heilig Hart College in Halle. Voortaan werkte de eerste ploeg er ook zijn thuiswedstrijden af, terwijl het terrein in het Elisabethpark behouden bleef voor de jeugdploegen. De start van het seizoen was wisselvallig, maar na Nieuwjaar kwamen de Tigers op dreef en eindigden ze als tweede, net achter Ganshoren.
In 1973-1974 hield de ploeg uit Lembeek op met bestaan, waardoor vier spelers terugkeerden naar de Tigers. Er waren in totaal zes seniorenploegen actief, waarvan vier onder de naam Tigers en twee bij B.B.C. Halle. Door de overstap van buiten- naar zaalwedstrijden werd er substantieel meer gescoord en namen de spanningsgraad en het spektakel toe. De eerste ploeg eindigde op een verdienstelijke vierde plaats.
Het seizoen 1974-1975 bracht een belangrijke versterking met zich mee: Jean Jacobs, voormalig spelverdeler bij Maes Pils Mechelen, trad toe tot de ploeg. Hij had zeven jaar bij Mechelen gespeeld, waarin hij drie keer de Beker van België won en landskampioen werd in 1969 en 1973. Hij had meer dan 200 wedstrijden op het hoogste niveau en 35 Europese matchen achter de rug. Op 10 augustus 1974 werd in Halle een galamatch gespeeld tussen de Tigers en Maes Pils Mechelen. De eerste ploeg, met onder meer Jacobs, Collin, Decoster, Limbourg, Sablon, Verbruggen, Van Praet, Bouquiaux, Danau en Baut, onder leiding van coach Jacky Dewinter, stelde zich ambitieus op met als doel kampioen te worden. Het hele seizoen draaiden de Tigers mee aan de top, maar in een beslissende barragematch om de titel werd op het allerlaatste moment verloren via een buzzerbeater, tot grote teleurstelling van spelers en supporters. B.B.C. Halle eindigde als derde in derde provinciale.
Voor het seizoen 1975-1976 werd Jean Nelissen aangetrokken als nieuwe trainer. Hij moest de eerste ploeg naar het gewenste niveau tillen. Ondanks een sterke heenronde, eindigden de Tigers opnieuw op de tweede plaats.
In 1976-1977 kwamen twee jonge talenten door naar de eerste ploeg: Dominiek Geeraerts (16) en Herman Hauwaert, beiden meer dan twee meter groot. Hierdoor beschikte Tigers Halle over de fysiek grootste ploeg van Brabant. De Tigers werden ongeslagen kampioen en behaalden in elf wedstrijden meer dan 100 punten. De ploeg bestond uit Limbourg, Decoster, Jacobs, Cops, Danau, Van Praet, Verbruggen, Machiels, Geeraerts en Hauwaert. De club vierde ook haar 25-jarig bestaan en werd hiervoor ontvangen op het stadhuis van Halle. Naast de titel wonnen de Tigers ook de Beker van België voor provinciale clubs, met een overwinning tegen Aalter. Naast het sportieve probeerde men ook Jean Jacobs verkozen te krijgen als Prins Carnaval van Halle, al bleef dat zonder succes.
In het seizoen 1977-1978 verlieten Machiels, Cops en Verbruggen de club, maar met Eddy Adant – afkomstig uit Lembeek en speler bij Aarschot in derde nationale – kwam er een stevige versterking bij. Drie kadetten stroomden eveneens door naar de eerste ploeg: de tweeling Yve en Bernard Smetcoren en Roland Demesmaeker. Een belangrijke wijziging was dat er vanaf dit seizoen twee ploegen zouden promoveren naar vierde nationale in plaats van één. Na een nederlaag tegen Union op 12 maart 1978 leek promotie verkeken, maar na een klacht van Ukkel over frauduleuze praktijken op het wedstrijdblad van hun wedstrijd tegen Union, werd door de tuchtraad beslist om Union te laten degraderen naar tweede provinciale. Ukkel kreeg gelijk, en Halle schoof zo onverwacht op naar de tweede plaats, wat resulteerde in een historische promotie naar vierde nationale.
Met de promotie naar de nationale reeksen in 1978-1979 trainde de ploeg voortaan tweemaal per week in de zaal. De tegenstand was aanzienlijk sterker, met clubs met internationale spelers en gediplomeerde coaches. Willy Boonen, coach bij Aarschot, werd aangetrokken. De kern bleef ongewijzigd en bestond uit jonge spelers, waaronder vier van 18 jaar en één van 19. Het doel was behoud, maar na een moeizame start volgde een reeks sterke prestaties. De overweldigende overwinning tegen Ploegsteert met 156-51 was veelzeggend. De Tigers eindigden uiteindelijk op een knappe tweede plaats, net achter Sparta Schaerbeek, en misten nipt promotie. Het clublokaal verhuisde naar Café des Sports bij André De Pelseneir en zijn vrouw Raymonde, gelegen aan de steenweg naar Ninove 65 in Halle.
In het seizoen 1979-1980 werd er in vierde nationale een verbod ingevoerd op buitenlandse spelers, wat weinig impact had op de Tigers. De ploeg werd na de prestaties van het vorige seizoen beschouwd als titelkandidaat. Omdat de Halse damesvolleybalploeg de zaal van het Heilig Hart College nodig had, verloren de Tigers hun vaste zaal. Als oplossing werd er opnieuw getraind in het Koninklijk Atheneum en in de stedelijke zaal De Bres, al bleven de wedstrijden doorgaan in het Heilig Hart. Jeugdploegen speelden nog steeds in het Elisabethpark. De Tigers speelden een indrukwekkend seizoen: met uitzondering van een verliespartij tegen Sombreffe wonnen ze elke wedstrijd in de heenronde. Samen met Union voerden ze de strijd om de titel. Op 9 maart 1980 bezegelden de Tigers hun kampioenschap met een overwinning van 87-76 tegen Union. Ze beëindigden het seizoen met de beste aanval én verdediging van alle nationale reeksen. De kampioenenploeg bestond uit André Limbourg, Jean Jacobs, Willy Danau, Eddy Adant, André Van Praet, Dominiek Geeraerts, Herman Hauwaert, Yve en Bernard Smetcoren, Roland Demesmaeker en Luc Van Praet.
Ook in de Beker van België beleefden de Tigers een uitzonderlijk parcours. De 1/32ste finale tegen Athlon Ieper werd thuis gewonnen voor 200 toeschouwers. In de 1/16de finale werd La Docherie (vierde nationale) verslagen, waarna de Tigers op 30 december 1979 in de 1/8ste finale het opnamen tegen Okapi Aalst uit eerste nationale. De belangstelling was massaal: er waren tussen de 2.000 en 5.000 toeschouwers, waarvan velen de match op een tv-scherm in een naburig gebouw moesten volgen. Dankzij hun snelle tegenaanvallen slaagden de Tigers erin om Okapi te verrassen en te verslaan, wat leidde tot euforische taferelen bij het publiek. In de kwartfinale troffen ze opnieuw een ploeg uit eerste nationale: Verviers. De zaal zat opnieuw vol, met bijkomende schermen voorzien voor het publiek. Ondanks een sterke prestatie moesten de Tigers hun meerdere erkennen in Verviers, dat met 86-100 won. Desondanks werden de Tigers als helden onthaald en bleef het seizoen 1979-1980 een absoluut hoogtepunt in de clubgeschiedenis. Als kers op de taart werd Herman Hauwaert geselecteerd voor de Belgische nationale ploeg.

### Jaren '80
In het seizoen 1980-1981 mikten de Tigers op een plaats in de middenmoot. Eddy Adant, die naar Nijvel vertrok, werd vervangen door Alain Fauconnier, afkomstig uit tweede provinciale. De kern bestond nog grotendeels uit spelers van de kampioenenploeg uit 1976-1977 in tweede provinciale, waaronder Jacobs, Limbourg, Danau, Van Praet A., Geeraerts, Hauwaert en Yve Smetcoren. Ook werd een beroep gedaan op de 18-jarige Pascal Machiels. De reeks Derde Nationale A bestond voornamelijk uit Vlaamse en Henegouwse ploegen, waardoor het ritme opnieuw een niveau hoger lag en de spelers zich moesten aanpassen. Willy Boonen bleef aan als coach. Net als het seizoen voordien kenden de Tigers een sterke start met zeges tegen Union Saint-Gillis, Racing Brussel, Blankenberge en AC Gilly. De eerste thuisnederlaag kwam er op de vijfde speeldag tegen titelkandidaat Schelde Gent. Tegen andere sterke teams zoals Aalter, Maccabi Etterbeek, Leuven en Osiris Denderleeuw werd eveneens verloren. Uiteindelijk slaagde Halle erin zich te handhaven met een zesde plaats, achter de topploegen van de reeks. In de Beker van België werd de club echter uitgeschakeld in de achtste finale door BCS23 Brussel, een ploeg uit vierde nationale.
In het seizoen 1981-1982 groeide de ambitie om mee te draaien aan de top van derde nationale, voortbouwend op de zesde plaats van het vorige jaar. De Tigers kwamen terecht in de B-reeks, met ploegen verspreid over heel België. Door het beperkte budget en het ontbreken van sponsors, was het aantrekken van spelers uit hogere reeksen niet mogelijk. De club richtte zich dan ook op versterkingen uit vierde nationale en de provinciale reeksen. Henri Govaerts (20 jaar), beschouwd als een van de beste spelverdelers van vierde nationale, werd overgenomen van Ganshoren. Ook Marc Morent (22 jaar) van Maccabi Etterbeek vervoegde de ploeg, terwijl Yve Smetcoren de club verliet. De kern, nog steeds onder leiding van coach Willy Boonen, bestond nu uit Hauwaert, Geeraerts, Limbourg, Jacobs, Govaerts, Machiels, Danau, A. Van Praet, Morent, L. Van Praet en Alain Fauconnier. Net zoals in de voorgaande jaren startte het seizoen succesvol. Op 11 oktober 1981 speelden de Tigers een spectaculaire wedstrijd tegen titelkandidaat Grivegnée, wat het vertrouwen in een topklassering versterkte. Gedurende het seizoen werd de eerste plaats betwist tussen Grivegnée, Beringen en Halle. Uiteindelijk eindigde de club nipt als derde, het beste resultaat in haar geschiedenis. Naast het sportieve succes werd ook de 25-jarige spelerscarrière van Jean Jacobs gevierd met een galawedstrijd tussen BC Tigers Halle en Racing Mechelen, de twee ploegen waarvoor hij had gespeeld.
Na het sterke seizoen 1981-1982 kende de club in 1982-1983 een moeilijkere periode. Verschillende spelers wekten de interesse van grotere clubs. Hauwaert trok naar Racing Mechelen in eerste nationale, waar hij uitgroeide tot belofte van het jaar. Govaerts vertrok na één seizoen naar Bus Lier in tweede nationale. Pascal Machiels werd naar voren geschoven om het vertrek op te vangen, terwijl Fauconnier terugkeerde naar Braine-le-Château in tweede provinciale. Als vervanging werden William Mariel (Tienen, eerste provinciale) en Guy Noël (tweede provinciale) aangetrokken. Beiden hadden echter geen ervaring in de nationale reeksen. Daarnaast stroomden twee jonge spelers door: Wim Goyens (19 jaar) en Paul Rowe (18 jaar). De kern bestond uiteindelijk uit Geeraerts, Jacobs, Danau, Limbourg, A. Van Praet, Morent, Machiels, Goyens, Rowe, Mariel en Noël. In tegenstelling tot voorgaande seizoenen begon de ploeg zwak en kende het team een moeilijke competitiestart. Na negen speeldagen stond Halle nog steeds zonder overwinning laatste. Het scorend vermogen was laag en het gemis van Hauwaert en Govaerts werd duidelijk gevoeld. De eerste overwinning kwam er pas op de dertiende speeldag. De terugronde draaide volledig rond het vermijden van degradatie, maar uiteindelijk won de ploeg slechts vier wedstrijden en eindigde voorlaatste, waardoor de Tigers degradeerden naar vierde nationale.
Ondanks de tegenvallende prestaties van de eerste ploeg, bleef er op andere fronten sportief succes. De ploeg in eerste provinciale, bestaande uit oudere en voormalige spelers van het eerste team zoals Jozef Decoster, André Limbourg, Jean Jacobs, Joseph Singelé, Freddy Devillé, Roger Van Loo en Roger Vanderhaegen, werd kampioen van Brabant. Ook de damesploeg kende een sterk seizoen en promoveerde naar eerste provinciale, met onder andere Hilde Decuyper en Anne-Marie Bautmans in de rangen.
Het seizoen 1983-1984 begon met een belangrijke verandering voor de club: het vertrouwde Heilig Hart College kon niet langer dienstdoen als sporthal. In samenspraak met het stadsbestuur verhuisden de meeste trainingen en wedstrijden naar het sportcomplex De Bres, al bleven er nog enkele ploegen actief in het Elisabethpark. Tijdens de algemene vergadering van mei 1983 namen Mathieu Englebert, bestuurslid sinds 1957, en Léon Vanobbergen, sinds 1966, afscheid van het bestuur. Willy Danau nam het voorzitterschap op zich, Claude Demiddeleer werd ondervoorzitter, terwijl Roger Vanderhaegen secretaris bleef. Na één seizoen verlieten zowel Mariel als Noël opnieuw de club. Coach Willy Boonen diende zijn ontslag in, waarop Felix Roosemont werd aangesteld. Die hield het echter al na een maand voor bekeken wegens het drukke clubschema. Uiteindelijk werd Paul Vervaeck, afkomstig van Berkenhof Mechelen, aangesteld als speler-trainer, samen met Jean Jacobs. In het zog van Vervaeck kwam Peter Depuydt de ploeg tijdelijk versterken via een huurconstructie van Pitzemburg uit derde nationale. De heenronde leverde wisselende resultaten op en Halle strandde op een tiende plaats, net boven de degradatiezone. In de terugronde kon de ploeg zich herpakken en eindigde uiteindelijk op een zesde plaats.
Na het seizoen 1983-1984 besloot BC Tigers Halle dat een speler-trainer niet langer voldeed aan de noden van de club. Er werd gekozen voor een volwaardige coach, en Adrien Vrijdag werd aangesteld. Vrijdag had ervaring als provinciale jeugdtrainer en was actief geweest in derde en vierde nationale. De ploeg onderging intussen ook een stevige spelerswissel. Jean Jacobs, sinds 1974 een van de steunpilaren van de ploeg, zette een punt achter zijn carrière als basisspeler. Ook André Limbourg, die sinds 1965 voor de eerste ploeg uitkwam, nam afscheid. Dominiek Geeraerts besloot te stoppen omwille van beroepsverplichtingen, terwijl André Van Praet en Roland Demesmaeker de overstap maakten naar B.B.C. Halle. De club had dus dringend nood aan versterking en haalde drie huurspelers binnen: Jean-Claude Serron van Sparta Schaerbeek (eerste provinciale), Philippe Bouche van Ligny (vierde nationale) en Gilbert Van Thillo van SKOLB Houtem (derde nationale). Van de ploeg die in 1976-77 kampioen werd in tweede provinciale bleef enkel Willy Danau over. Daarnaast werden zes jeugdspelers doorgeschoven naar het eerste team: Luc Van Praet, Wim Goyens, Paul Rowe, Patrick Plees, Koen Goyens en Jean-Michel Limbourg. Ondanks de vele nieuwe gezichten en een moeizame seizoensstart, wist de ploeg toch een verdienstelijke vijfde plaats te behalen.
In het seizoen 1985-1986 bleef de club afhankelijk van tijdelijke versterkingen. Serron en Van Thillo verlieten de club, en hun plaats werd ingenomen door Jean-Pierre Van Der Straeten van Wezembeek-Oppem (eerste provinciale) en Daniel Cromphouts van Peterbos Anderlecht (derde provinciale). André Van Praet keerde terug van B.B.C. Halle, en Serge Vanderhaegen maakte op 16-jarige leeftijd de sprong van de cadetten naar het eerste team. Freddy Devillé werd aangesteld als coach van de reservenploeg. Waar het seizoen voordien vooral Waalse ploegen de tegenstand vormden, kwam men dit jaar vooral Brusselse clubs tegen. In deze competitie zou slechts één ploeg promoveren, terwijl er drie moesten degraderen. De club zette vooral in op behoud, en hoewel de Tigers regelmatig onderaan bengelden, konden ze zich handhaven met een tiende plaats.
Voor het seizoen 1986-1987 werd een nieuwe koers gevaren: de club besloot geen externe spelers meer in te schakelen, en vertrouwde opnieuw op eigen krachten. Patrick Plees en Dominiek Geeraerts keerden terug, al was Geeraerts enkel beschikbaar tijdens de heenronde. De ploeg bestond uit Geeraerts, Cromphout, André Van Praet, Wim en Koen Goyens, Willy Danau, Paul Rowe, Patrick Plees, Jean-Michel Limbourg, Luc Van Praet en Serge Vanderhaegen. Willy Boonen keerde terug als coach, al kon hij door andere verplichtingen niet altijd aanwezig zijn. Freddy Devillé werd medecoach en volgde Willy Danau op als voorzitter. Devillé was sinds 1963 aangesloten bij de club, speelde in de eerste ploeg van 1964 tot 1968 en bleef daarna actief in andere seniorenteams. Het seizoen verliep vrij vlak en resulteerde in een zevende plaats. Dit was bovendien het laatste seizoen waarin de thuiswedstrijden in het Elisabethpark plaatsvonden. Sinds 1953 was dit het decor van vele competitiewedstrijden in openlucht geweest. Op 15 maart 1987 werd er de allerlaatste wedstrijd gespeeld.
Het seizoen 1987-1988 werd van bij de aanvang als moeilijk ingeschat. In vierde nationale zouden opnieuw drie ploegen degraderen. Willy Boonen keerde voltijds terug als coach. Dominiek Geeraerts, sinds zijn zestiende actief in het eerste team, stopte definitief met basketten. Er werden geen nieuwe spelers aangetrokken, terwijl de tegenstand beduidend sterker was dan voordien. Teams als Sobabee, Oxaco, Flénu, Brabo Antwerpen, Sint-Katelijne-Waver, Ath, Cuesmes en Racing Jette bleken beter voorbereid. Door blessureleed kon de ploeg tijdens de hele heenronde geen enkele keer met een volledige selectie aantreden. Ondanks enkele mooie overwinningen eindigde BC Tigers Halle uiteindelijk op een twaalfde plaats. Na tien jaar onafgebroken nationaal basketbal degradeerde de club terug naar de provinciale reeksen.
In het seizoen 1988-1989 had de degradatie uit vierde nationale duidelijke gevolgen voor BC Tigers Halle. Zo werden er minder seniorenploegen ingeschreven. De kern van het voorgaande seizoen bleef grotendeels behouden en werd versterkt met Jan Janssens, die voor één seizoen overkwam van Panters Vilvoorde. De ploeg kende een sterke start, maar het momentum werd gebroken toen Wim Goyens betrokken raakte bij een ongeval en het volledige seizoen moest opgeven. De daaropvolgende twee wedstrijden gingen verloren, en ondanks de ambitie om mee te dingen voor de topplaatsen in de reeks, eindigde het seizoen uiteindelijk met een vijfde plaats. Bij de dames daarentegen was er reden tot feest: onder leiding van trainer Freddy Devillé wisten zij kampioen te spelen.
Het daaropvolgende seizoen 1989-1990 werd gekenmerkt door een herschikking van de ploeg na het vertrek van drie ervaren basisspelers. Willy Danau verkaste naar Rebecq in derde provinciale, André Van Praet trok naar Alsemberg en Daniel Cromphout ging aan de slag bij Beringen in eerste provinciale. Daarmee verdween de laatste link met de kampioenenploeg van vierde nationale uit het seizoen 1979-1980. De eerste ploeg bestond voortaan uit een bijzonder jonge en onervaren selectie met spelers als Mark Cockmartin, David Kaminski, Tom Taurin, Bart Willemijns, Luc Van Praet, Wim Goyens, Paul Rowe, Koen Goyens, Jean-Marie Limbourg, Jan Janssens en Serge Vanderhaegen. Ook dit seizoen eindigde BC Tigers Halle in de middenmoot van het klassement met een zesde plaats. De damesploeg bleef echter voor sportieve hoogtepunten zorgen. Niet alleen werden zij opnieuw kampioen in eerste provinciale, ze wisten ook de Beker van Brabant te veroveren. Deze succesrijke ploeg, nog steeds onder leiding van Freddy Devillé, bestond uit speelsters als Magda Avau, Hilde Decuyper, Elke Michiels, Patricia Vaneekenrode, Martine Vaneekenrode, Brenda Vannerom, Sandra Exterbille en Kathleen Hauwaert. Daarnaast leverden ook de kadetten een uitzonderlijke prestatie. Onder coaching van Jean Jacobs werden zij kampioen, wonnen de Beker van Brabant én kroonden zich tot kampioen van Brabant. Als kers op de taart wisten zij ook de nationale Beker van België te veroveren, met winst tegen Sobabee uit Antwerpen.

### Jaren '90
In het seizoen 1990-1991 onderging de eerste ploeg van BC Tigers Halle enkele belangrijke veranderingen. Willy Boonen nam afscheid als coach om een ploeg in de nationale reeksen te leiden en werd vervangen door Armand Van Hoof. Daarnaast verlieten Jan Janssens en Paul Rowe de club, waarbij Janssens een overstap maakte naar een ploeg in de nationale reeksen en Rowe zich aansloot bij derde nationaler Wilsele. De club koos ervoor om vooral te investeren in de eigen jeugd en stelde als doel een zesde plaats te behalen in eerste provinciale. De selectie bestond uit Jurgen Leroy, David Kaminski, Tom Taurin, Bruno Van Der Voorde, Bart Willemijns, Luc Van Praet, Wim Goyens, Plees, Koen Goyens, Jean-Marie Limbourg, Serge Vanderhaegen en Mark Cockmartin. Vooral de jonge Taurin ontpopte zich als een sterke nieuwkomer, en onder zijn impuls presteerde de ploeg beter dan verwacht. De Tigers sloten het seizoen af op een knappe derde plaats, enkel achter Ternat en Saint-Roch.
Het seizoen 1991-1992 werd aangevat met vrijwel dezelfde kern, aangevuld met jeugdspelers Bruno Saye en William Jacobs. De jonge ploeg slaagde erin om een achtste plaats te behalen in het klassement. Op individueel vlak was er een groot succes voor Tom Taurin, die werd opgeroepen voor de nationale selectie van de junioren. Bovendien werd hij uitgeroepen tot meest waardevolle speler van Brabant en eindigde hij als topschutter in eerste provinciale. Minder positief was het verdwijnen van de damesploeg, die om diverse redenen ophield te bestaan.
Aan het einde van het seizoen 1992-1993 kondigde Freddy Devillé zijn afscheid aan als voorzitter van de club. Hij werd opgevolgd door Jean Jacobs. Op sportief vlak vertrok Jean-Michel Limbourg, en er werden geen externe spelers aangetrokken. Wel werd de ploeg versterkt met de jeugdspeler Cedric Adele. Ondanks het gebrek aan versterkingen eindigden de Tigers op een degelijke zesde plaats. Bovendien werd de jeugdwerking aanzienlijk uitgebreid, wat een belangrijke pijler werd voor de toekomst van de club.
In het seizoen 1993-1994 koos trainer Armand Van Hoof voor een club dichter bij huis en werd hij vervangen door Georges Vael, die al een verleden had bij de Tigers. Tegelijkertijd moest de ploeg afscheid nemen van topschutter Tom Taurin, die een overstap maakte naar een ploeg in derde nationale, en ook Cedric Adele verliet de club voor één jaar. Om deze leegte op te vullen, trok de club Philippe Vandevoorde aan van Nijvel en Frank Van Ouytsel van Mercurius Antwerpen. Toch bleek het vertrek van Taurin moeilijk op te vangen, en de nieuwe aanwinsten konden zijn scorend vermogen niet compenseren. De Tigers kenden een moeizaam seizoen en wisten uiteindelijk met een tiende plaats maar net degradatie te vermijden.
Gezien de tegenvallende resultaten van het vorige seizoen besloot BC Tigers Halle in 1994-1995 een nieuwe coach aan te trekken in de hoop op betere prestaties. Danny Theuwissen, die eerder actief was in de jeugdwerking van Leuven, nam de leiding over de ploeg. Daarnaast versterkten Arnaud Burgher en Thomas Ferrard de selectie door over te komen van Braine-Le-Château, terwijl Philippe Vandevoorde en Bruno Saye de club verlieten. Ondanks deze aanpassingen bleef het een moeilijk seizoen voor de Tigers, die opnieuw tegen degradatie vochten en uiteindelijk op de tiende plaats eindigden. Individueel was er echter een lichtpunt, want David Kaminski ontpopte zich tot revelatie en eindigde als derde in de topschuttersstand van Brabant.
Het seizoen 1995-1996 werd gekenmerkt door een leegloop binnen de eerste ploeg. Jean Jacobs vertrok naar Rebecq, David Kaminski maakte de overstap naar Clabecq, terwijl zowel Plees als Mark Cockmartin zich aansloten bij BBC Halle. Cedric Adele verliet eveneens de club, waardoor slechts zeven spelers overbleven: Luc Van Praet, Wim Goyens, Serge Vanderhaegen, Jurgen Leroy, Arnaud Burgher, Bruno Van Der Voorde en Bart Willemijns. Door het beperkte aantal beschikbare spelers werd er geen vervanger aangetrokken voor de vertrokken coach Danny Theuwissen. André Van Paet nam ad interim de leiding voor één seizoen. Hoewel de Tigers nog redelijk aan het seizoen begonnen, sloeg het tij al snel en zakten ze weg in het klassement. Uiteindelijk eindigden ze als dertiende van de veertien ploegen, wat hen samen met Strombeek de degradatie naar tweede provinciale opleverde.
Na elf seizoenen in de nationale reeksen en acht in eerste provinciale kwamen de Tigers in 1996-1997 voor het eerst in bijna twintig jaar opnieuw uit in tweede provinciale. De ploeg zag opnieuw enkele sterkhouders vertrekken, waaronder Willemijns, Burgher en Ferrard. Om het team opnieuw op te bouwen keerde Adrien Vrijdag terug als coach en bracht hij Denis Reynders en Mauro Ferreira mee als spelers op leenbasis voor één seizoen. Daarnaast werden jeugdspelers Dirk Vanmalleghem en Yannick Vanderheyden doorgeschoven naar de eerste ploeg. Het werd een wisselvallig seizoen waarin de nieuw samengestelde ploeg zich nog moest vormen. Uiteindelijk eindigden de Tigers op een zevende plaats in de competitie.
In het seizoen 1997-1998 trad Guido Vandermaat aan als voorzitter van BC Tigers Halle, terwijl Albert Boeykens, een voormalige speler in derde nationale, de rol van hoofdtrainer overnam van Adrien Vrijdag. Net zoals in de voorgaande jaren kende de eerste ploeg opnieuw veel verloop. Denis Reynders en Mauro Ferreira verlieten de club, terwijl Yannick Vanderheyden de overstap maakte naar een ploeg in eerste nationale. Daartegenover stond de terugkeer van William Jacobs en Mark Cockmartin naar Halle. Daarnaast stroomden Peter Vandermaat en Benoit Jacobs door vanuit de jeugdopleiding. Ondanks enkele knappe overwinningen verliep het seizoen wisselvallig, en de Tigers sloten het af op een teleurstellende tiende plaats.
In 1998-1999 kende de ploeg opnieuw enkele belangrijke wijzigingen. William Jacobs, die het voorgaande seizoen individueel sterk presteerde, verliet de club voor een avontuur bij Waterloo, terwijl Steve Caulier de omgekeerde beweging maakte en zich bij de Tigers aansloot. Daarnaast kreeg de ploeg versterking uit de eigen jeugd, met de doorstroming van Tom Arnouts. Armand Van Hoof nam de functie van hoofdcoach op zich, maar ondanks enkele positieve momenten bleef het team worstelen met een gebrek aan constante prestaties. Net als het voorgaande seizoen eindigde BC Tigers Halle op een tiende plaats in de rangschikking.
Het seizoen 1999-2000 bracht opnieuw enkele verschuivingen binnen de kern. Benoit Jacobs verliet de club, terwijl Steve Caulier slechts zes wedstrijden speelde. De voorbije jaren waren moeilijk verlopen en door het gebrek aan gerichte versterkingen waren de ambities dit seizoen eerder bescheiden. Toch wist de ploeg zich beter te handhaven dan in de voorgaande seizoenen, mede dankzij sterke prestaties van Dirk Vanmalleghem. Uiteindelijk behaalden de Tigers een verdienstelijke zesde plaats, wat hoop gaf voor de toekomst.

### Jaren 2000
In het seizoen 2000-2001 werd het mogelijk om een tweede ploeg onder hetzelfde stamnummer in te schrijven. Deze nieuwe formatie, die de invallersploeg verving, begon in vierde provinciale en gaf ook spelers uit de eerste ploeg die een stap terugzetten, zoals Wim Goyens en Luc Van Praet, een nieuwe rol. De eerste ploeg kende opnieuw veel verloop, maar werd aangevuld met jeugdproducten Dirk Bosmans en Pieter Leunens, terwijl Gregory Roosens en Yves Reyniers als nieuwkomers werden verwelkomd. Roland Demesmaeker nam de functie van hoofdcoach over. Door het jonge en onervaren karakter van de ploeg was er weinig ambitie om hoog te eindigen en werd vooral het behoud in tweede provinciale nagestreefd. Het seizoen verliep moeizaam en eindigde op een gedeelde twaalfde plaats met Skolb Houtem en Ketje Sint-Gillis. Dankzij barragematchen wisten de Tigers toch het behoud te verzekeren. De nieuwe ploeg in vierde provinciale kende daarentegen wel meteen succes en dwong promotie naar derde provinciale af.
Het seizoen 2001-2002 stond in het teken van het vijftigjarig bestaan van de club. Dit jubileum werd uitgebreid gevierd met een nieuwjaarsfeest in het Vondel in Halle en een internationaal tornooi met buitenlandse ploegen. Patrick Vantournhout werd de nieuwe voorzitter van de club. Op sportief vlak werd de eerste ploeg versterkt met Tom Taurin, die terugkeerde, en Kurt Vannieuwenhove, die overkwam uit derde provinciale. Het seizoen werd echter getekend door blessureleed, waardoor de ploeg geen hoge ogen kon gooien. Desondanks bleef degradatie uit dankzij een uitzonderlijke beslissing van het comité van Brabant, waardoor er geen ploegen uit tweede provinciale zakten.
In 2002-2003 werd de Belgische basketbalcompetitie hervormd, een maatregel die het behoud van de Tigers het seizoen voordien mogelijk had gemaakt. Toch wachtte opnieuw een zware opdracht: liefst zes kernspelers – Leroy, Arnauts, Taurin, Vannieuwenhove, Vanmalleghem en Pieter Leunens – verlieten de club. Wim Goyens sloot zich opnieuw aan bij de eerste ploeg, en Bassirou Gning, Gregory Crombet en Yves Defossez werden als versterking aangetrokken. Het seizoen begon gemengd met vier overwinningen en vier nederlagen. Vanaf november konden Crombet en Defossez echter niet meer worden ingezet, waarop Dieudonné Nkunzi en Othman Bakkioui werden toegevoegd als vrije spelers. Halverwege het seizoen stonden de Tigers op een gevaarlijke dertiende plaats. In de terugronde kwamen daar nog Larbi Bakkali en Jan Van Eecke bij. Dankzij een sterke reeks overwinningen wisten de Tigers zich uiteindelijk op te werken naar een veilige negende plaats. Intussen behaalde ook de ploeg in derde provinciale, BBC Halle, een mooie derde plaats.
Het seizoen 2003-2004 begon met het vertrek van Jan Van Eecke en Peter Vandermaat, maar de club kreeg er opnieuw Tom Arnauts bij, samen met de nieuw aangetrokken Mohamed Ouljabri. Na de knappe redding van het vorige seizoen werd besloten de lat hoger te leggen. Doorheen het seizoen streden de Tigers mee met Groot-Bijgaarden, Leuven C en Daring Leuven voor de topplaatsen. Vooral de sterke prestaties van Bakkioui, Ouljabri en Vanderhaegen sprongen in het oog. Uiteindelijk eindigde de ploeg op een knappe derde plaats in tweede provinciale. Ook de tweede ploeg deed het uitstekend: na het afscheid van Luc Van Praet sloot Wim Goyens zich bij hen aan en ook zij behaalden een derde plaats in derde provinciale.
In 2004-2005 werd de voorzittershamer doorgegeven van Patrick Vantournhout aan Guido Cannaerts. Na het behalen van de derde plaats het seizoen voordien kreeg de club de kans om, via competitiehervormingen, te promoveren naar eerste provinciale. Het betekende een terugkeer naar het hoogste provinciale niveau. Tegelijk verloor de ploeg echter enkele sterkhouders: Tom Arnauts, Bassirou Gning en Othman Bakkioui kozen voor andere clubs. Als compensatie werden Mathieu Kasiers en Mohamed Boussouf aangeworven, en uit de jeugd stroomden Christophe Verhaeghe, Tielemans en Wim Arnauts door. Het seizoen bleek echter te zwaar voor de vernieuwde ploeg. BC Tigers Halle eindigde kansloos laatste en degradeerde opnieuw naar tweede provinciale.
In het seizoen 2005-2006 namen de BC Tigers Halle afscheid van Serge Vanderhaegen, die na twintig jaar trouwe dienst de overstap maakte naar een ploeg in eerste provinciale. Door een tekort aan ervaren seniors werd de ploeg aangevuld met jeugdspelers zoals Gert Vandenbroucke, Christophe Verhaeghe, Tielemans, Toon Deridder, Dieter Hautman, Michael Leconte en Schaukens. Ondanks hun inzet bleek het kwaliteitsverlies te groot, en de ploeg eindigde op de laatste plaats in het klassement.
Het daaropvolgende seizoen 2006-2007 betekende een historisch moment voor de club: het was immers geleden van het seizoen 1966-1967 dat de Tigers nog in derde provinciale uitkwamen. Dit leidde tot een primeur, want voor het eerst stonden de Tigers rechtstreeks tegenover hun zusterclub BBC Halle. Beide teams vochten een spannend duel uit in de middenmoot, waarbij de Tigers uiteindelijk beslag legden op een zesde plaats, net voor BBC Halle.
In het seizoen 2007-2008 werd de eerste ploeg versterkt met Nicolas Noterman, die overkwam van BC Ecole Anderlecht. Tegelijkertijd stroomden ook jeugdspelers Maarten Vanholst en Leander Otto door naar de kern, wat de verjonging van de ploeg verder ondersteunde. Deze mix van ervaring en jeugdig enthousiasme leverde resultaat op: de Tigers eindigden het seizoen op een verdienstelijke derde plaats.
Dankzij een beslissing van het Comité Vlaams-Brabant kregen de Tigers in het seizoen 2008-2009 de kans om opnieuw in tweede provinciale uit te komen. Er werd immers een bijkomende competitie op dat niveau opgericht, waardoor de derde plaats van het voorgaande seizoen recht gaf op promotie. De ploeg onderging weinig wijzigingen en werd behouden zoals in het voorgaande seizoen. Ondanks het onverwachte karakter van de promotie, slaagden de Tigers erin om zich te handhaven en eindigden ze op een veilige tiende plaats.
In het seizoen 2009-2010 verliet de jonge spelverdeler Leander Otto de club. Hij werd vervangen door Gregory Delespes, die het spel in handen nam. Na een wisselvallige heenronde kende de ploeg een sterke remonte in de terugronde. Onder de leiding van coach Guy Vandevelde slaagden de Tigers erin om opnieuw aansluiting te vinden bij de top van het klassement en eindigden ze het seizoen op een knappe derde plaats in tweede provinciale.

## Voormalige Spelers
Mannen:
- Eddy Adant
- Cedric Adele
- Wim Arnauts
- Tom Arnouts
- Larbi Bakkali
- Othman Bakkioui
- Dirk Bosmans
- Hubert Botman
- Philippe Bouche
- Mohamed Boussouf
- Francois Bouquiaux
- Arnaud Burgher
- Steve Caulier
- Mark Cockmartin
- Christian Collin
- Gregory Crombet
- Daniel Cromphouts
- Willy Danau
- Gilbert Debeer
- Jozef Decoster
- Willy Decuyper
- Yves Defossez
- Gregory Delespes
- Roland Demesmaeker
- Claude Demiddeleer
- Peter Depuydt
- Toon Deridder
- Willy Deschuyfeleer
- Freddy Devillé
- Jacky Dewinter
- Mathieu Englebert
- Alain Fauconnier
- Thomas Ferrard
- Mauro Ferreira
- Dominiek Geeraerts
- Bassirou Gning
- Francois Goossens
- Henri Govaerts
- Koen Goyens
- Wim Goyens
- Dieter Hautman
- Herman Hauwaert[2]
- Robert Honings
- Raymond Hoskens
- Fausto Incoletti
- Benoit Jacobs
- Jean Jacobs
- William Jacobs
- Jan Janssens
- David Kaminski
- Mathieu Kasiers
- Daniel Lebon
- Michael Leconte
- Jurgen Leroy
- Peter Leroy
- Pieter Leunens
- Roger Luyckx
- André Limbourg
- Jean-Michel Limbourg
- Pascal Machiels
- William Mariel
- Marc Morent
- Dieudonné Nkunzi
- Guy Noel
- Nicolas Noterman
- Leander Otto
- Mohamed Ouljabri
- Patrick Plees
- Denis Reynders
- Yves Reyniers
- Gregory Roosens
- Paul Rowe
- Willy Sablon
- Bruno Saye
- Jean-Claude Serron
- Bernard Smetcoren
- Yve Smetcoren
- Tom Taurin
- Albert Vandekerckhove
- Gert Vandenbroucke
- Roger Vanderhaegen (bijgenaamd Popov)
- Serge Vanderhaegen
- Yannick Vanderheyden[3]
- Peter Vandermaat
- Jean-Pierre Van Der Straeten
- Philippe Vandevoorde
- Bruno Van Der Voorde
- Jan Van Eecke
- Maarten Vanholst
- Dirk Vanmalleghem
- Frank Van Ouytsel
- André Van Praet
- Luc Van Praet
- Albert Vankerkhoven
- Kurt Vannieuwenhove
- Gilbert Van Thillo
- Henri Verbruggen
- Christophe Verhaeghe
- Paul Vervaeck
- Lucien Vuye
- Tadeuz Tomaszewski
- Roger Walther
- Bart Willemijns

Vrouwen:
- Magda Avau
- Anne-Marie Bautmans
- Hilde Decuyper
- Sandra Exterbille
- Kathleen Hauwaert
- Elke Michiels
- Martine Vaneekenrode
- Patricia Vaneekenrode
- Brenda Vannerom

## Bestuur en Coaches
Voorzitters:
- Rudolphe Walther 1952-1957
- Severin Demol 1957-1959
- Louis Vanderelst 1959-1963
- Albert Vankerkhoven 1963-1964
- Mathieu Englebert 1964-1966
- Leon Vanobbergen 1966-1983
- Willy Danau 1983-1986
- Freddy Devillé 1986-1992
- Jean Jacobs 1992-1997
- Guido Vandermaat 1997-2001
- Patrick Vantournhout 2001-2004
- Guido Cannaerts 2004-

Ondervoorzitter:
- Pierre Simeons 1952- 1957
- Robert Cardijn 1952-1954
- Brichaut 1954-1957
- Rudolphe Walter 1957-1963
- Paul Demesmaeker 1960-1963
- Louis Vanderelst 1963-1964
- Daniel Lebon 1964- 1965
- Leon Vanobbergen 1965-1966
- Albert Vankerkhoven 1965-1966
- Mathieu Englebert 1966-1983
- Frederic Vancutsem 1971-1972
- Claude Demiddeleer 1983-1986

(Adjunct -) Secretaris:
- Georges Ots 1952-1952
- Roger Walther 1952-1957
- Mathieu Englebert 1957-1964
- Roger Vanderhaegen 1958
- Claude Demiddeleer 1964-1965
- Gilbert Debeer 1965-1966
- Freddy Devillé 1966-1969

Coaches:
- Mathieu Englebert 1960-1966
- Armand Vandesype 1966-1971
- Jacky Dewinter 1971-1975
- Jean Nelissen 1975-1978
- Willy Boonen 1978-1983
- Felix Roosemont 1983-1983
- Paul Vervaeck 1983-1984
- Adrien Vrijdag 1984-1986
- Freddy Devillé 1986-1987
- Willy Boonen 1986-
- Armand Van Hoof 1990-1993
- Georges Vael 1993-1994
- Danny Theuwissen 1994-1995
- André Van Paet 1995-1996
- Adrien Vrijdag 1996-1997
- Albert Boeykens 1997-1998
- Armand Van Hoof 1998-2000
- Roland Demesmaeker 2000-2009
- Guy Vandevelde 2009-

## Terreinen
- Elisabethpark Halle 1953-1987
- Zaal Koninklijk Atheneum Halle 1965-1973 & 1979-1983
- Zaal Heilig Hart College Halle 1973- 1983
- Sportcomplex De Bres Halle 1979- huidig

## Resultaten
| Seizoen   | Reeks            | Stand 1ste ploeg | Opm.     | Stand reserven | Opm.     |
| --------- | ---------------- | ---------------- | -------- | -------------- | -------- |
| 1952-1953 | 3de Provinciale  | 3de              |          | 4de            |          |
| 1953-1954 | 3de Provinciale  | 1ste             | Kampioen | 1ste           | Kampioen |
| 1954-1955 | 2de Provinciale  | 6de              |          | 5de            |          |
| 1955-1956 | 2de Provinciale  | 6de              |          | 2de            |          |
| 1956-1957 | 2de Provinciale  | 5de              |          | 3de            |          |
| 1957-1958 | 2de Provinciale  | 8ste             |          | 7de            |          |
| 1958-1959 | 2de Provinciale  | 9de              |          | 8ste           |          |
| 1959-1960 | 2de Provinciale  | 2de              |          | 8ste           |          |
| 1960-1961 | 2de Provinciale  | 6de              |          | 4de            |          |
| 1961-1962 | 2de Provinciale  | 11ste            | Afdaling | 12de           |          |
| 1962-1963 | 3de Provinciale  | 8ste             |          | 3de            |          |
| 1963-1964 | 3de Provinciale  | 5de              |          | 2de            |          |
| 1964-1965 | 3de Provinciale  | 10de             |          | 9de            |          |
| 1965-1966 | 3de Provinciale  | 5de              |          | 5de            |          |
| 1966-1967 | 3de Provinciale  | 1ste             | Kampioen | 1ste           | Kampioen |
| 1967-1968 | 2de Provinciale  | 4de              |          | 2de            |          |
| 1968-1969 | 2de Provinciale  | 8ste             |          | 1ste           | Kampioen |
| 1969-1970 | 2de Provinciale  | 7de              |          | 2de            |          |
| 1970-1971 | 2de Provinciale  | 9de              | Afdaling | 4de            |          |
| 1971-1972 | 3de Provinciale  | 1ste             | Kampioen | 1ste           | Kampioen |
| 1972-1973 | 2de Provinciale  | 2de              |          | 2de            |          |
| 1973-1974 | 2de Provinciale  | 4de              |          | 2de            |          |
| 1974-1975 | 2de Provinciale  | 2de              |          | 2de            |          |
| 1975-1976 | 2de Provinciale  | 2de              |          | 1ste           | Kampioen |
| 1976-1977 | 2de Provinciale  | 1ste             | Kampioen | 1ste           | Kampioen |
| 1977-1978 | 1ste Provinciale | 2de              | Promotie | 1ste           | Kampioen |
| 1978-1979 | 4de Nationale    | 2de              |          | 2de            |          |
| 1979-1980 | 4de Nationale    | 1ste             | Kampioen | 1ste           | Kampioen |
| 1980-1981 | 3de Nationale    | 6de              |          | 2de            |          |
| 1981-1982 | 3de Nationale    | 3de              |          | 2de            |          |
| 1982-1983 | 3de Nationale    | 13de             | Afdaling | 3de            |          |
| 1983-1984 | 4de Nationale    | 6de              |          | 1ste           | Kampioen |
| 1984-1985 | 4de Nationale    | 5de              |          | 7de            |          |
| 1985-1986 | 4de Nationale    | 10de             |          | 5de            |          |
| 1986-1987 | 4de Nationale    | 7de              |          | 2de            |          |
| 1987-1988 | 4de Nationale    | 12de             | Afdaling | 6de            |          |
| 1988-1989 | 1ste Provinciale | 5de              |          | 4de            |          |
| 1989-1990 | 1ste Provinciale | 6de              |          | 6de            |          |
| 1990-1991 | 1ste Provinciale | 3de              |          | 3de            |          |
| 1991-1992 | 1ste Provinciale | 8ste             |          | 4de            |          |
| 1992-1993 | 1ste Provinciale | 6de              |          | 3de            |          |
| 1993-1994 | 1ste Provinciale | 10de             |          | 3de            |          |
| 1994-1995 | 1ste Provinciale | 10de             |          | 6de            |          |
| 1995-1996 | 1ste Provinciale | 13de             | Afdaling | 11de           |          |
| 1996-1997 | 2de Provinciale  | 7de              |          | 2de            |          |
| 1997-1998 | 2de Provinciale  | 10de             |          | N/A            | N/A      |
| 1998-1999 | 2de Provinciale  | 10de             |          | N/A            | N/A      |
| 1999-2000 | 2de Provinciale  | 6de              |          | N/A            | N/A      |
| 2000-2001 | 2de Provinciale  | 12de             |          | N/A            | N/A      |
| 2001-2002 | 2de Provinciale  | 14de             |          | N/A            | N/A      |
| 2002-2003 | 2de Provinciale  | 9de              |          | N/A            | N/A      |
| 2003-2004 | 2de Provinciale  | 3de              | Promotie | N/A            | N/A      |
| 2004-2005 | 1ste Provinciale | 14               | Afdaling | N/A            | N/A      |
| 2005-2006 | 2de Provinciale  | 14               | Afdaling | N/A            | N/A      |
| 2006-2007 | 3de Provinciale  | 6de              |          | N/A            | N/A      |
| 2007-2008 | 3de Provinciale  | 3de              | Promotie | N/A            | N/A      |
| 2008-2009 | 2de Provinciale  | 10de             |          | N/A            | N/A      |
| 2009-2010 | 2de Provinciale  | 3de              |          | N/A            | N/A      |
| 2010-2011 | 2de Provinciale  | 5de              |          | N/A            | N/A      |
| 2011-2012 | 2de Provinciale  | 8ste             |          | N/A            | N/A      |
| 2012-2013 | 2de Provinciale  | 8ste             |          | N/A            | N/A      |
| 2013-2014 | 2de Provinciale  | 8ste             |          | N/A            | N/A      |
| 2014-2015 | 2de Provinciale  | 3de              |          | N/A            | N/A      |